# Kościół Ducha Świętego w Zambrowie
Kościół Ducha Świętego w Zambrowie – rzymskokatolicki kościół parafialny należący do parafii pod tym samym wezwaniem (dekanat Zambrów diecezji łomżyńskiej). Jest to budowla murowana wzniesiona w latach 1985-1992 dzięki staraniom księdza proboszcza Heliodora Sawickiego. 

## Historia
Architektem  kościoła i domu parafialnego jest Jerzego Kuźmienko, zaś konstruktorem Andrzej Krawczyk. Zezwolenie na budowę kościoła wydano 1 czerwca 1985 r. Pierwszą cegłę położył rektor kościoła ks. Heliodor Piotr Sawicki 21 sierpnia 1985 r. Umieścił pod nią 50-złotową monetę z wizerunkiem króla Jana III Sobieskiego.  
Kamień węgielny został wmurowany 21 września 1986 r. przez biskupa łomżyńskiego. Kamień ten został przywieziony z Rzymu, pochodzi z grobu Świętego Piotra i został poświęcony przez papieża Jana Pawła II. Na płycie granitowej, w której umieszczono kamień węgielny, zostały wypisane słowa zawołania biskupa Juliusza Paetza In nomine Domini oraz rok wmurowania – 1986. Znajduje się on obecnie we wnętrzu kościoła przy wejściu głównym. Według projektu kościół miał mieć wieżę nad głównym wejściem, jednak w trakcie budowy element ten zmieniono na biały betonowy krzyż.
28 czerwca 1992 r. bp Juliusz Paetz dokonał poświęcenia nowego kościoła. Od tego dnia rozpoczęły się nabożeństwa w kościele. Pod krzyżem górującym na dachu kościoła widniało hasło dziękczynne „Bogu z jego darów”.
W następnych latach trwały prace wykończeniowe wewnątrz kościoła. Ołtarz główny został zaprojektowany przez białostockiego artystę-malarza Jana Moczydłowskiego. Artysta ów wykonał ponadto mozaikę. W głównym ołtarzu, w części centralnej, umieszczono tabernakulum, a nad nim kompozycję przedstawiającą symbole Ducha Świętego – gołębicę, języki ognia, promienie, pod sufitem umieszczono symbol Boga Ojca. Po lewej stronie znajduje się krzyż z realistyczną figurą Ukrzyżowanego Pana Jezusa oraz witraż przedstawiający Zesłanie Ducha Świętego w Wieczerniku. Ołtarz otaczają drewniane stalle w kolorze ciemnobrązowym z dwoma herbami.
Wokół kościoła postawiono ogrodzenie, wykonano jego zewnętrzną elewację i pomalowano jego dach. Świątynia otrzymała też nowe ławki, konfesjonały, witraże, malowidła oraz piece olejowe do nadmuchu ciepłego powietrza w okresie zimowym. Na początku 2000 r. z włoskiego marmuru kararyjskiego wykonano m.in. ołtarz, chrzcielnicę oraz lektorium. W czerwcu 2002 r. przy kościele stanęła figura Chrystusa Zbawiciela Świata, wykonana przez Józefa Piekoszewskiego. W 2022 r. stanął nowy pomnik Jezusa autorstwa Michała Selerowskiego. Posąg jest wzorowany na figurze Chrystusa Zbawiciela z Rio de Janeiro.
Kościół poświęcił w dniu 4 czerwca 2006 roku biskup łomżyński Stanisław Stefanek.

## Wyposażenie

### Ołtarze boczne i kaplice
- Kaplica Matki Boskiej Królowej Pokoju z kopią obrazu Matki Boskiej Królowej Pokoju ze Stoczka Klasztornego, przeniesionego z tymczasowej drewnianej kaplicy. Znajduje się w niej relikwiarz z kroplą krwi św. Jana Pawła II i popiersie papieża[5] oraz witraże przedstawiające polskich świętych i błogosławionych. Kaplica znajduje się w lewej nawie kościoła
- Kaplica Miłosierdzia Bożego z kopią obrazu Jezu ufam Tobie w lewej nawie kościoła,
- Kaplica Wieczystej Adoracji Najświętszego Sakramentu[6], w prawej nawie kościoła, z kopią cudownego obrazu Matki Boskiej Częstochowskiej, do listopada 2013 r. Kaplica Chrztu Świętego[7].

### Witraże
- w ołtarzu głównym po lewej stronie przedstawia Zesłanie Ducha Św. w Wieczerniku,
- w lewej nawie przedstawiają tajemnice Bożego Narodzenia – Zwiastowanie Anielskie, Boże Narodzenie, Chrzest Pański,
- w prawej nawie przedstawiają tajemnice Odkupienia  – modlitwę w Ogrójcu, Zmartwychwstanie, Wniebowstąpienie Pana Jezusa oraz dwa z emblematami eucharystycznymi,
- w Kaplicy Matki Pokoju – św. Jana Pawła II, prymasa Stefana Wyszyńskiego, św. Maksymiliana Marii Kolbego, bł. ks. Jerzego Popiełuszkę[8],
- w kaplicy Najświętszego Sakramentu – Chrzest Pański.

### Organy
W kościele znajdują się 37-głosowe organy piszczałkowe. Składają się one z ponad dwóch tysięcy stu piszczałek, trzech manuałów i jednej klawiatury nożnej. Są to drugie, co do ilości głosów, organy w diecezji łomżyńskiej. Pozwalają na uzyskiwanie dźwięków ze wszystkich grup głosowych: fletowych, pryncypałowych, językowych i smyczkowych oraz na wykonywanie muzyki ze wszystkich epok. Jest to instrument z lat 50. XX w., niemieckiej firmy Walcker. Został poświęcony po zamontowaniu w tutejszym kościele w dniu 14 grudnia 2008 r. Piszczałki rozmieszczone są po dwóch stronach chóru. Kościół ma bardzo dobrą akustykę i od 2009 r. organizowany jest w nim Zambrowski Festiwal Organowy.